# 煙肉

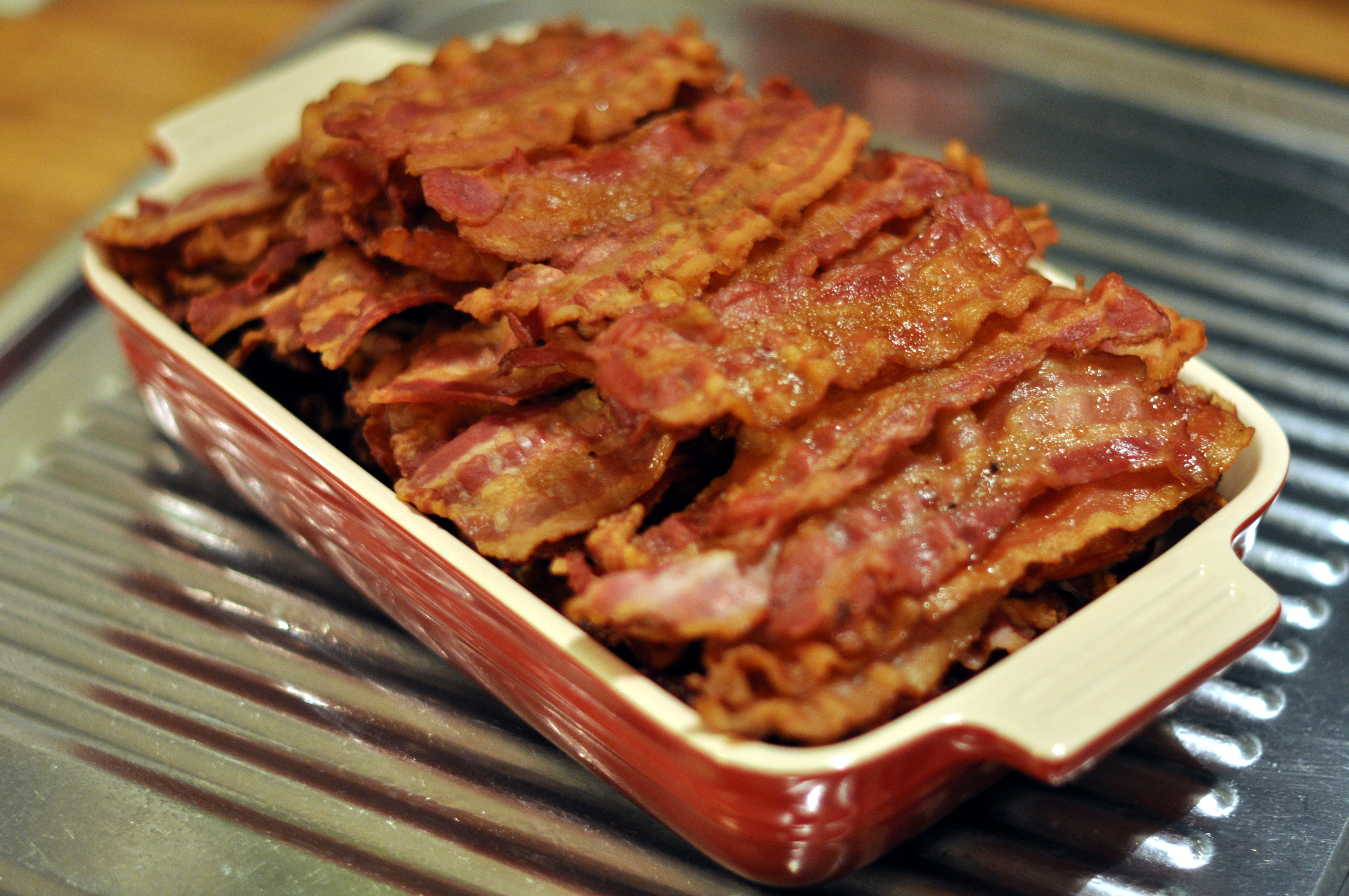
一盤烤美式培根

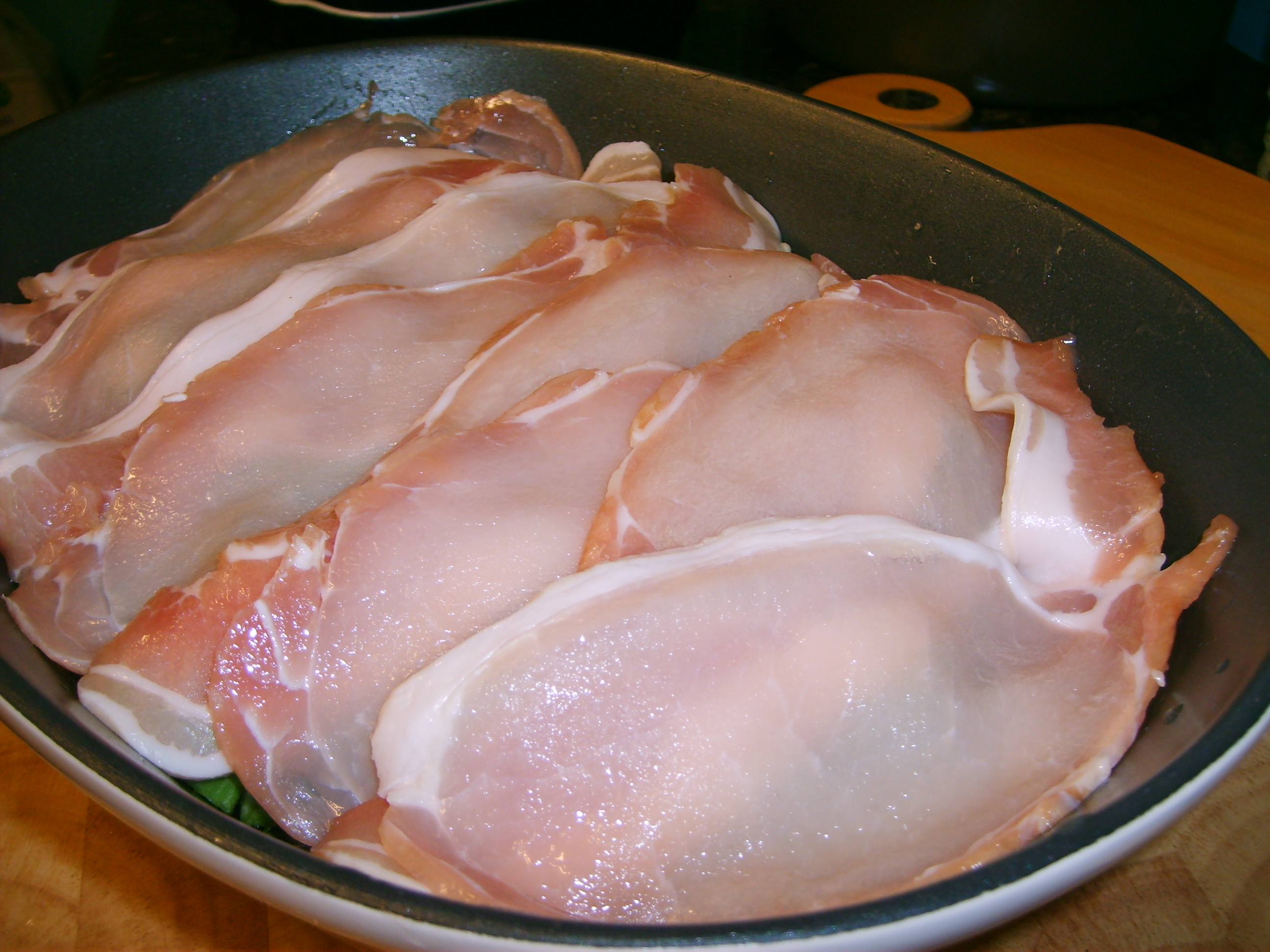
背部培根，在美国称为加拿大培根

煙肉（英語：Bacon）是一种流行於西餐的盐腌猪肉。該種加工肉品在華語地區被稱為煙肉、烟肉、煙熏肉或熏肉，皆源自該肉品經過煙熏的意譯，至於培根則來自英語的音译，另有稱為咸肉。在現代冷藏貯存食物的技術普及前，將肉類煙熏並非僅為了增添風味，更是減少肉類含水量及殺滅有害細菌，使肉類可在常溫下擺放更長時間的一種食物保存方法。煙肉在烹調時常被切成薄片，然後再用油煎或烘烤，在歐美地區常被作為早餐的食材，也會被用作三明治、意大利麵等，西式食品的配料。國際癌症研究機構在2015年將包括煙肉在內的加工肉類列入一級致癌物清單內。

## 部位

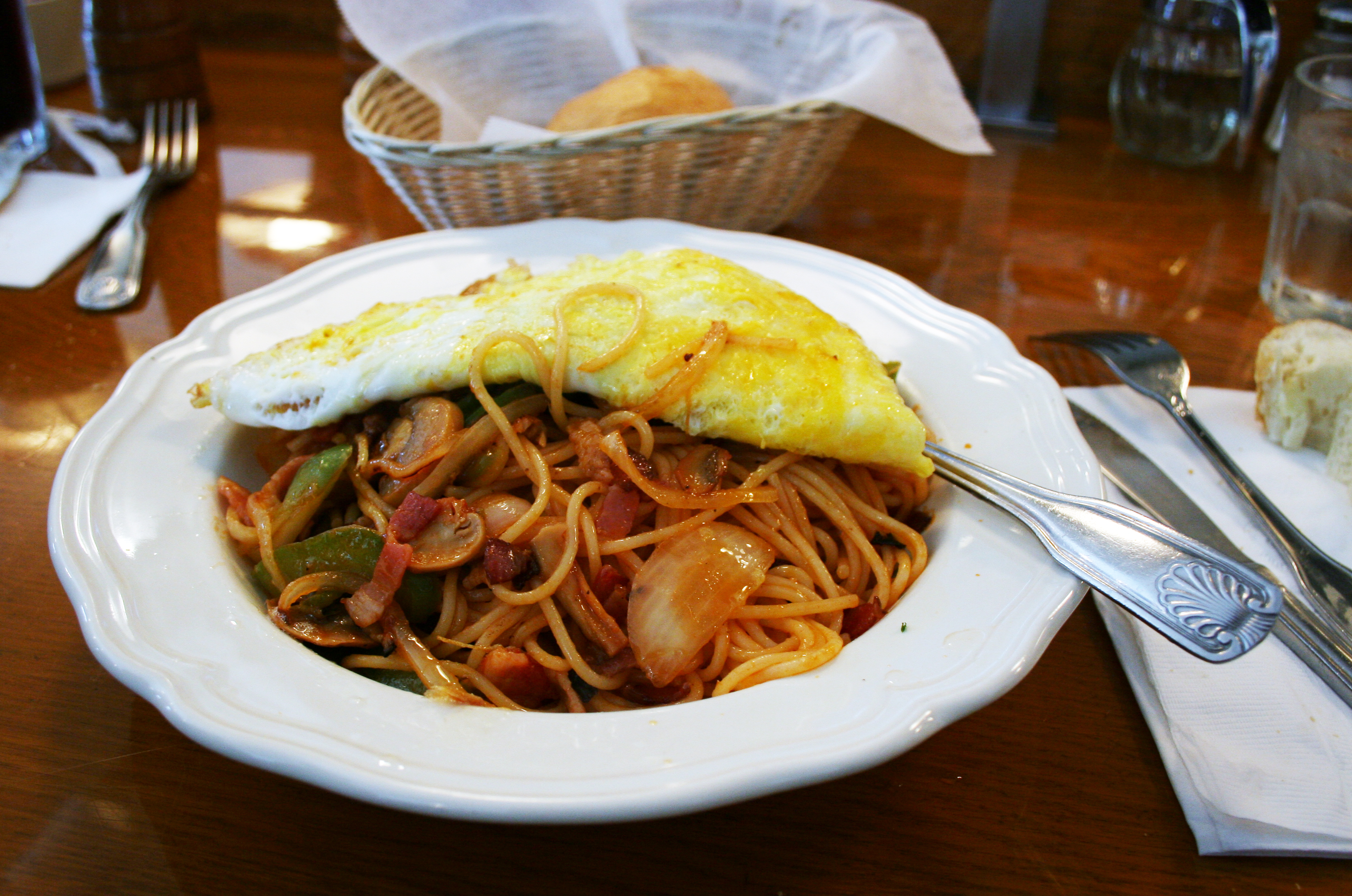
烟肉意大利面

烟肉通常切割自豬的腰部或背部。這是因為令烟肉份量更豐富，以及相對地較不肥膩。中間部位豬肉製成的烟肉很像背部燻肉，但更加便宜和肥膩。「衣領烟肉」採取自豬的頸部附近。「斑條烟肉」來自豬的腹部。它是非常肥膩的，油脂長至靜脈平行延伸到外皮。由猪腩制作的培根在美国较为流行，在英國和愛爾蘭則稱為斑條烟肉（streaky bacon）、肥烟肉（fatty）或美式烟肉。2002年美国食谱《培根配啥都美味》使其更受欢迎。由猪脊肉制作的培根在英国等地流行；其中切片的鹹肉火腿薄片叫做，美国人称为“加拿大培根”。另外还有传统的醃燻豬肋條肉（flitch）和猪皮烟肉。

## 製作方法

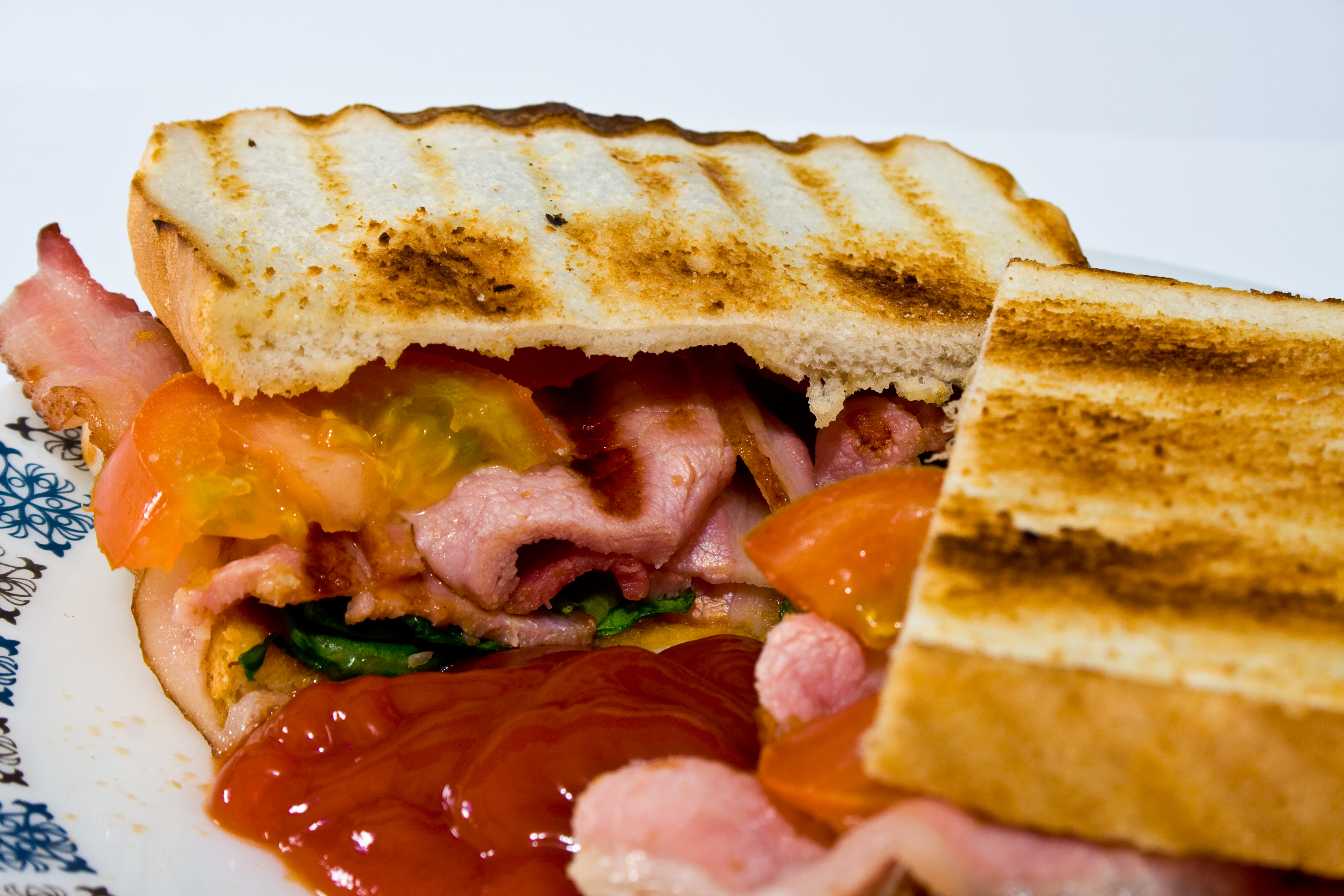
烟肉三明治

烟肉的其中一个制造方法是先用鹽腌製豬肉，把腌肉風乾，然後按需要進行調味，將腌肉揉搓後加入鹽、糖或香料，再風乾清除濕氣，然後煙熏，煙燻過程可以使肉類附有更豐富的味道，同時使多餘的水分加速揮發。傳統做法的煙肉會被懸掛在專門煙熏食物的屋樑下，通过點燃木片燻製，使肉類含有煙熏的味道。使用不同的木頭，如蘋果樹、山毛櫸、櫻桃樹、山胡桃樹或橡木，烟肉的味道也有别。

## 健康風險

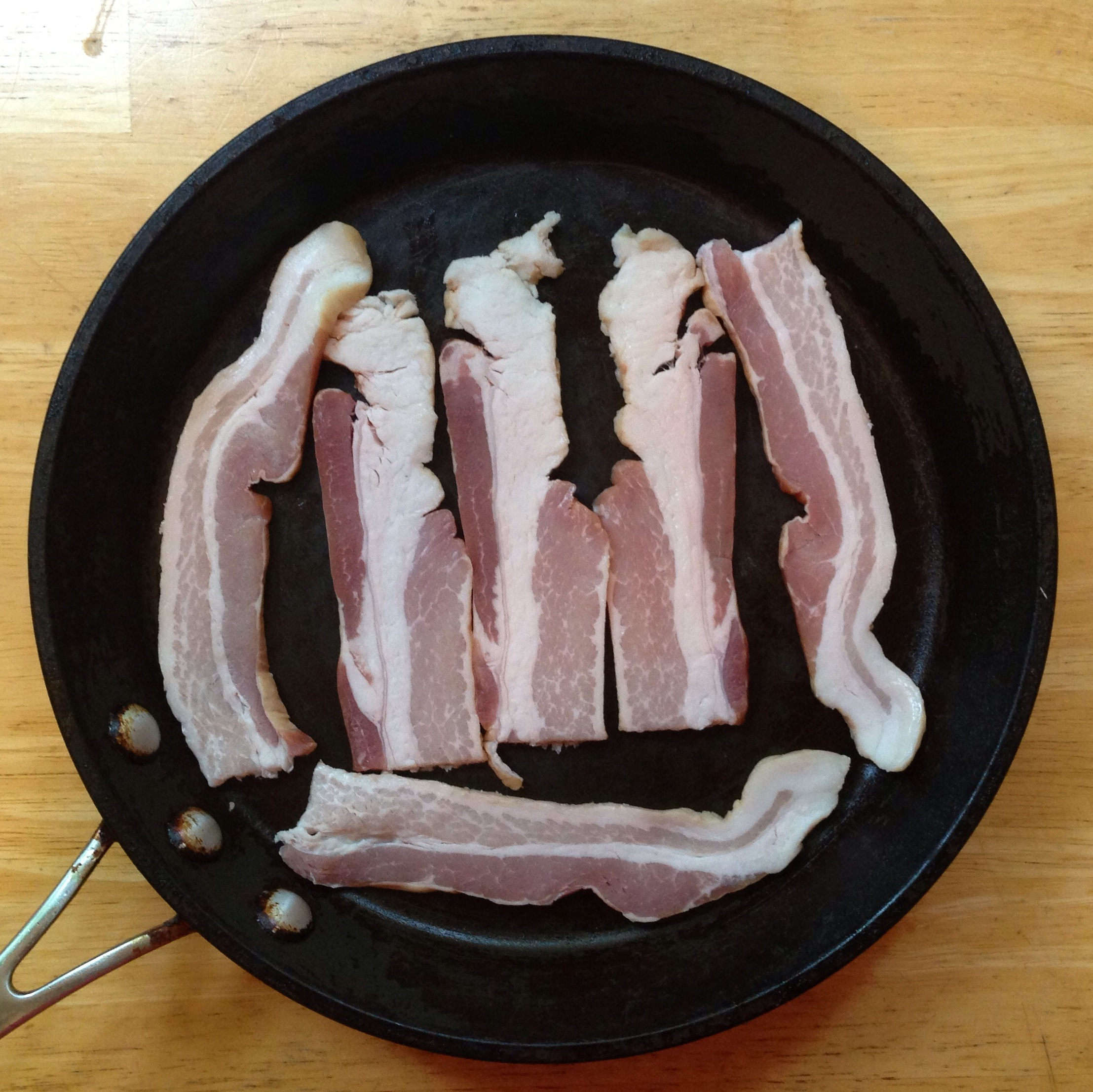
平底煱的烟肉

2015年10月26日，世界衛生組織轄下的國際癌症研究機構將包括煙肉在內的加工肉品列入一級致癌物，與酒精、煙草同級，認為已有足夠證據確定煙肉會誘發癌症，其級別比很可能會致癌，但要進一步研究確定，屬於2A類的一般紅肉更高，建議避免過量進食煙肉。
英國衛生部建議每日不應攝取超過70克（2.4安士）的紅肉，或包括煙肉、香腸及火腿在內的加工肉，美國國家癌症研究所亦建議每天最多攝取約72克（2.5安士），每周最多510克（18安士），不過衛生部門亦認為，雖然紅肉的飽和脂肪含量比雞肉或火雞肉為高，會增加膽固醇水平，但另一方面紅肉又富含蛋白質、鐵質和維他命B12。德國研究報告對10個國家共50萬人進行調查，結果顯示每天攝食燻製類加工肉品不超過20公克，便可降低死亡率達3%，可是西方人喜歡在早餐吃的煙肉一片就有約25公克，這會增加癌症與心血管疾病發生的機率，研究亦發現喜歡吃煙肉等加工肉品的人，也較多有吸煙、喝酒等習慣，也進一步增加患上相關疾病的風險。
東芬蘭大學在2019年發表報告稱對2,641名年齡介乎42至60歲的男子進行22年時間的追蹤研究，期間研究人員每4日記錄參與者的蛋白質攝取量，當中有1,225例與疾病相關的死亡案例，發現從紅肉攝取較多動物蛋白的參與者比起主要攝取植物蛋白者更早死亡，過度進食肉類也會顯著增加患上二型糖尿病、心血管疾病或癌症的危險。英國牛津大學在2019年發表研究報告稱每日一片約25克的煙肉，就會增加20%患上大腸癌的風險，這是從1萬人的採樣中得出的結果。紐約時報稱英國人雖知煙肉致癌，但煙肉作為傳統英式早餐的重要食材，英國人仍然難以割捨。

## 外部鏈接
维基共享资源上的相關多媒體資源：煙肉